# 格兰库尔莱阿夫兰库尔
格兰库尔莱阿夫兰库尔（法語：Graincourt-lès-Havrincourt）是法国北部-加来海峡大区加来海峡省的一个市镇，属于阿拉斯区马基永县。该市镇2009年时的人口为638人。

## 人口
格兰库尔莱阿夫兰库尔人口变化图示
| 数据来源：INSEE |